# Powiat żniński
Powiat żniński – powiat w Polsce (województwo kujawsko-pomorskie), utworzony w 1999 roku w ramach reformy administracyjnej. Siedzibą jego władz jest Żnin.
Na terenie powiatu znajduje się m.in. stanowisko archeologiczne Biskupin, cementownia Lafarge oraz pałac w Lubostroniu.
W skład powiatu wchodzą:
- gminy miejsko-wiejskie: Barcin, Gąsawa, Janowiec Wielkopolski, Łabiszyn, Żnin
- gminy wiejskie: Rogowo
- miasta: Barcin, Gąsawa, Janowiec Wielkopolski, Łabiszyn, Żnin

## Demografia
Liczba ludności (dane z 30 czerwca 2005):
|        | Ogółem | Ogółem | Kobiety | Kobiety | Mężczyźni | Mężczyźni |
| osób   | %      | osób   | %       | osób    | %         |           |
| ------ | ------ | ------ | ------- | ------- | --------- | --------- |
| Ogółem | 69 751 | 100    | 35 251  | 50,54   | 34 500    | 49,46     |
| Miasto | 30 538 | 43,78  | 15 694  | 22,50   | 14 844    | 21,28     |
| Wieś   | 39 213 | 56,22  | 19 557  | 28,04   | 19 656    | 28,18     |

▶Wieś vs ▶miasto
Ogółem (▶k, ▶m)
Miasto (▶k, ▶m)
Wieś (▶k, ▶m)

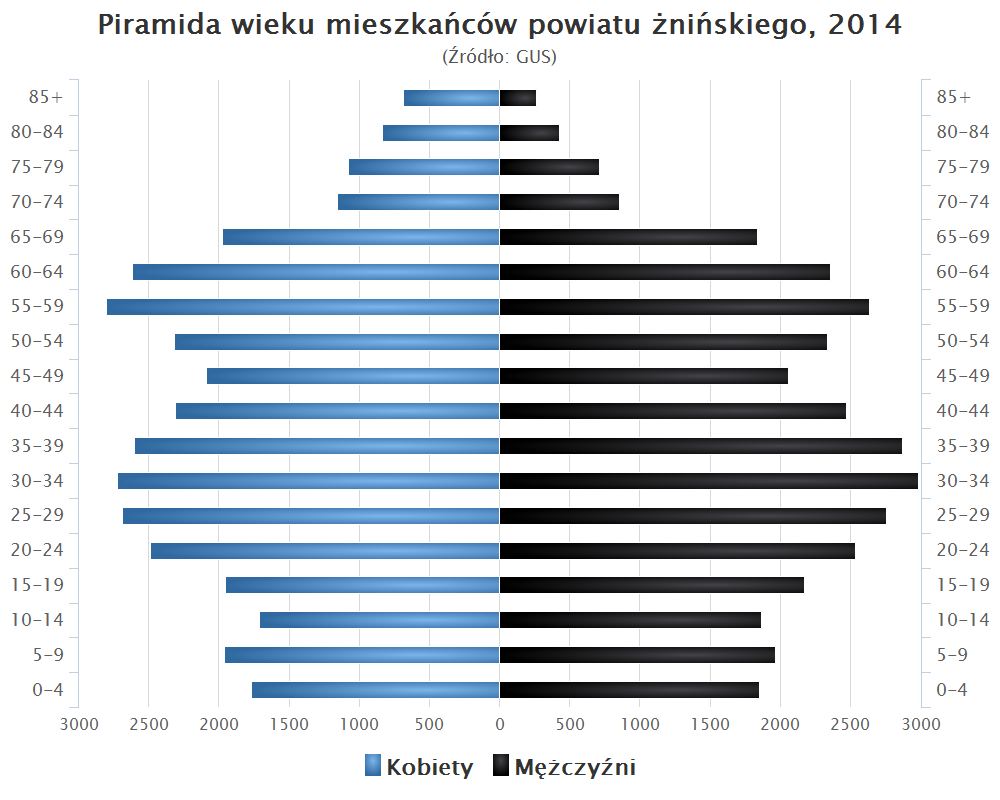
Piramida wieku mieszkańców powiatu żnińskiego w 2014 roku

Według danych z 31 grudnia 2019 roku powiat zamieszkiwało 70 190 osób. Natomiast według danych z 30 czerwca 2020 roku powiat zamieszkiwało 70 070 osób.

## Transport

### Transport drogowy

#### Drogi krajowe
- S5 – Żnin – Gniezno – Poznań – Kościan – Leszno – Trzebnica – (Wrocław A8)

#### Drogi wojewódzkie
- 246 Paterek – Szubin – Łabiszyn – Gniewkowo
- 251 Kaliska – Żnin – Pakość – Inowrocław
- 253 Łabiszyn – Murczyn
- 254 Brzoza – Łabiszyn – Barcin – Dąbrowa – Mogilno – Wylatowo

## Starostowie żnińscy
Na podstawie źródła:
- Bolesław Cieniawa (29 grudnia 1998 – 31 sierpnia 2000)
- Zbigniew Jaszczuk (31 sierpnia 2000 – nadal)

## Sąsiednie powiaty
- powiat nakielski
- powiat bydgoski
- powiat inowrocławski
- powiat mogileński
- powiat gnieźnieński (wielkopolskie)
- powiat wągrowiecki (wielkopolskie)